# Virak, Žabljak
Virak este un sat din comuna Žabljak, Muntenegru. Conform datelor de la recensământul din 2003, localitatea are 117 locuitori (la recensământul din 1991 erau 134 de locuitori).

## Demografie
În satul Virak locuiesc 99 de persoane adulte, iar vârsta medie a populației este de 41,2 de ani (39,3 la bărbați și 43,2 la femei). În localitate sunt 37 de gospodării, iar numărul mediu de membri în gospodărie este de 3,16.
Populația localității este foarte eterogenă.
|  |

| Demografie | Demografie | Demografie |
| An         | Locuitori  | Locuitori  |
| ---------- | ---------- | ---------- |
|            |            |            |
|            |            |            |
|            |            |            |
|            |            |            |
| 1948       | 283        |            |
| 1953       | 364        |            |
| 1961       | 353        |            |
| 1971       | 306        |            |
| 1981       | 204        |            |
| 1991       | 134        | 134        |
| 2003       | 120        | 117        |

| \| Componența etnică conform recensământului din 2003[2] \| Componența etnică conform recensământului din 2003[2] \| Componența etnică conform recensământului din 2003[2] \| Componența etnică conform recensământului din 2003[2] \| Componența etnică conform recensământului din 2003[2] \| \| ----------------------------------------------------- \| ----------------------------------------------------- \| ----------------------------------------------------- \| ----------------------------------------------------- \| ----------------------------------------------------- \| \| \| \| \| \| \| \| Sârbi \| Sârbi \| \| 70 \| 59,82% \| \| Muntenegreni \| Muntenegreni \| \| 47 \| 40,17% \| \| necunoscută \| necunoscută \| \| 0 \| 0% \| |              |  |    |        |
| Componența etnică conform recensământului din 2003 |              |  |    |        |
| |              |  |    |        |
| Sârbi | Sârbi        |  | 70 | 59,82% |
| Muntenegreni | Muntenegreni |  | 47 | 40,17% |
| necunoscută | necunoscută  |  | 0  | 0%     |